# Acanthocercus
Acanthocercus är ett släkte av ödlor. Acanthocercus ingår i familjen agamer.
Släktets medlemmar förekommer i Afrika och i Mellanöstern. Deras främre kropp är avplattad. Fjällen på ryggens topp är lite större än andra fjäll. Typisk är svansen som är tjock vid bålen och som blir stegvis smalare till spetsen. Hannar har särskild under parningstiden ett färgglad utseende med ett huvud med påfallande färgsättning. Ungar och honor har oftast en mörk färg. Födan utgörs av olika insekter och deras larver. Arterna klättrar på träd och är aktiva på dagen. Ibland besöks bergssprickor eller murar. Honor skapar en fördjupning i fuktig jord och lägger ägg. Ungarnas kön bestäms efter temperaturen före kläckningen.
Arter enligt Catalogue of Life:
- Acanthocercus adramitanus
- Acanthocercus annectens
- Acanthocercus atricollis
- Acanthocercus cyanogaster
- Acanthocercus phillipsii
- Acanthocercus trachypleurus
- Acanthocercus yemenensis
- Acanthocercus zonurus

IUCN listar alla arter som livskraftiga (LC).

## Bildgalleri

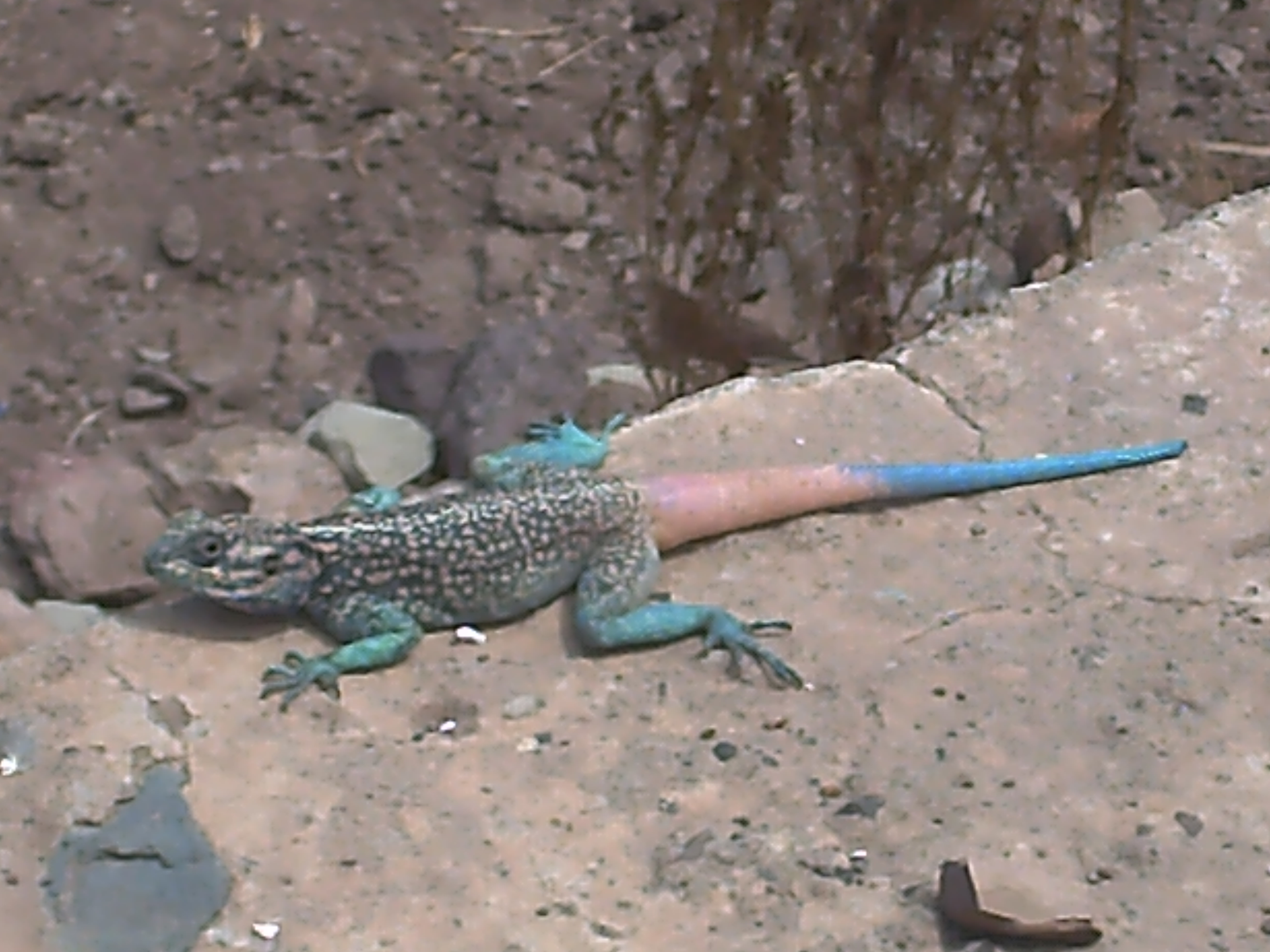
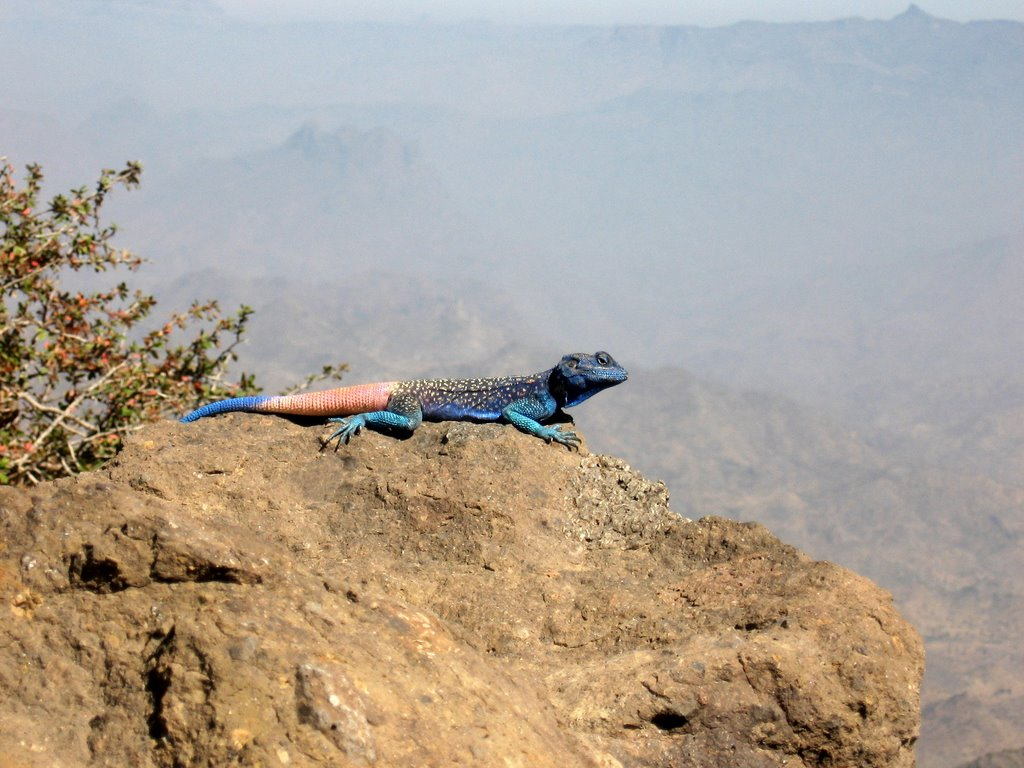
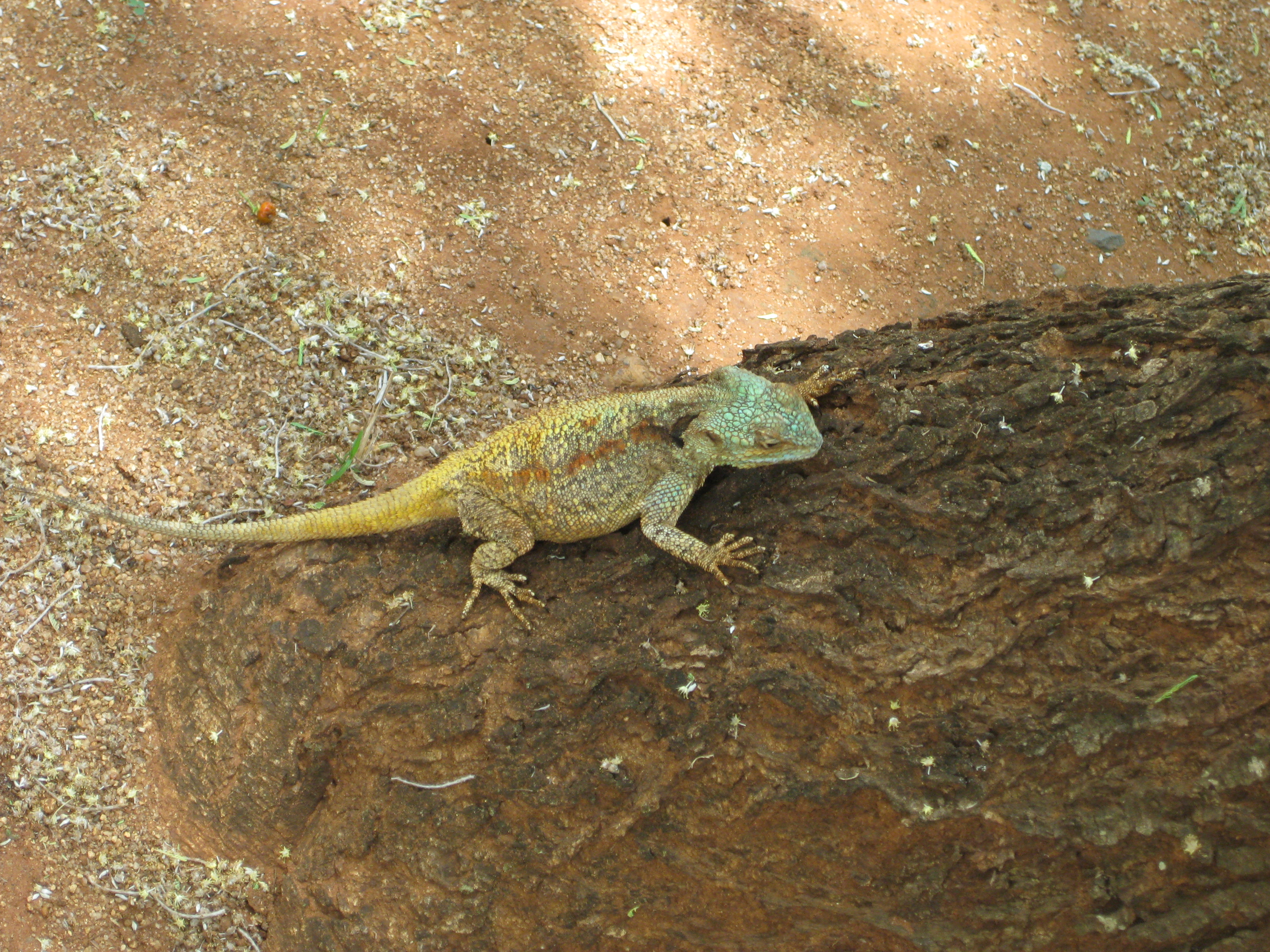
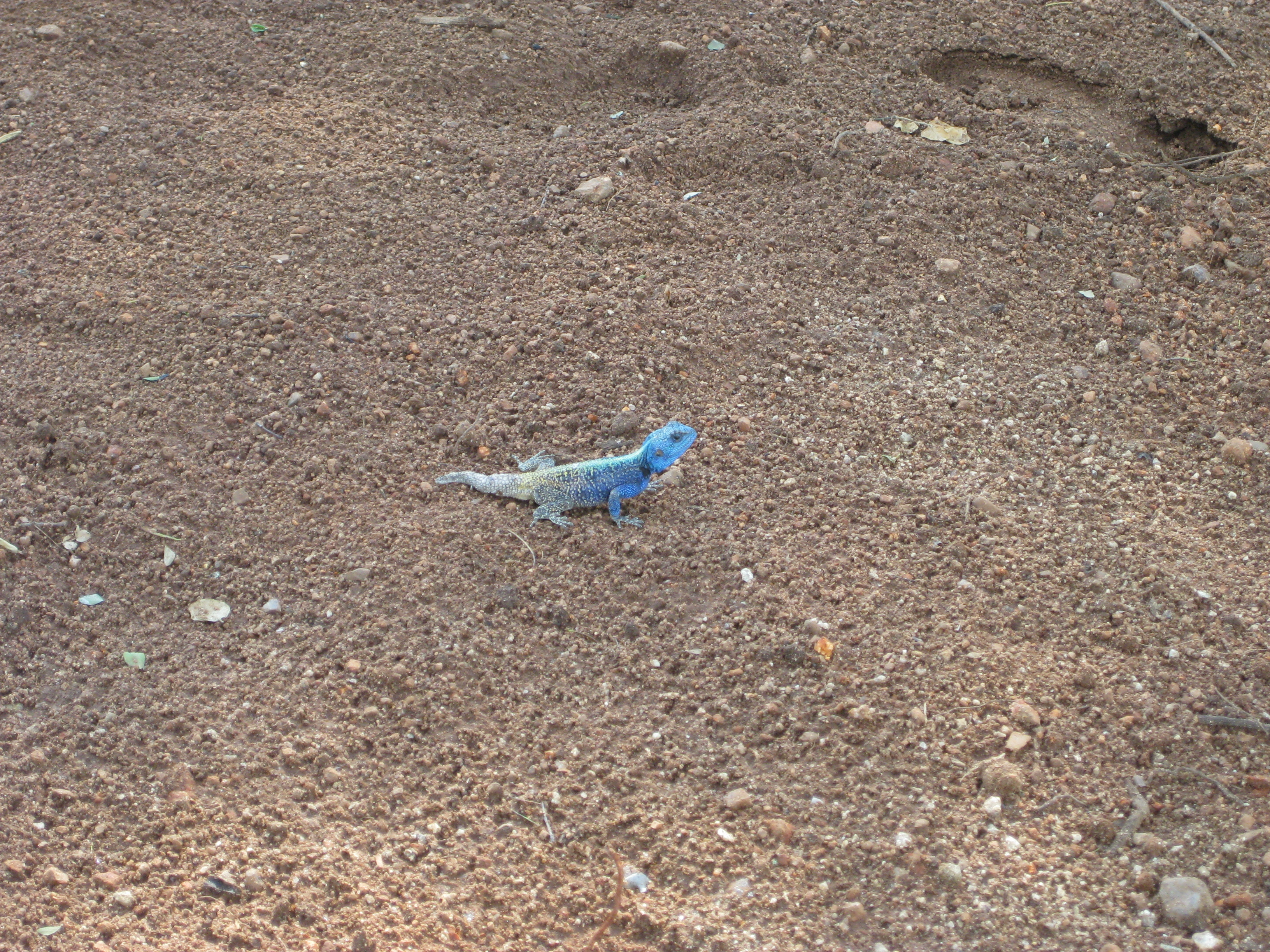